# Monteu Roero
Monteu Roero är en ort och kommun i provinsen Cuneo i regionen Piemonte i Italien. Kommunen hade 1 604 invånare (2018).